# 第158师团
第158师团（Dai-hyakugojūhachi Shidan）是日本帝国陆军的一个步兵师团。它的代号是不灭兵团（Fumetsu Heidan）。该师团于1945年8月10日在长春组建。

## 行动
第158师团由各部队训练单位的学员组成。 1945年8月15日，在该师团完成组建之前，战争以日本投降而告终。